# Sollevamento pesi ai Giochi della XXXII Olimpiade - +109 kg maschile
Le gare di sollevamento pesi della categoria oltre 109 kg maschile dei giochi olimpici di Tokyo 2020 si sono svolte il 4 agosto 2021 presso il Tokyo International Forum.
Il vincitore è stato l'atleta Lasha Talakhadze, che ha registrato il record mondiale sia allo strappo (223 kg) sia allo slancio (265 kg) per un totale di 488 kg; Talakhadze ha così superato i precedenti record da lui stesso ottenuti nel 2016.

## Programma
L'orario indicato corrisponde a quello giapponese (UTC+09:00)
| Data          | Ora   | Evento            |
| ------------- | ----- | ----------------- |
| 4 agosto 2021 | 13:50 | Gruppo B          |
| 4 agosto 2021 | 19:50 | Gruppo A (finale) |

## Risultati
| Pos. | Atleta                | Gruppo | Peso   | Strappo (kg) | Strappo (kg) | Strappo (kg) | Strappo (kg) | Slancio (kg) | Slancio (kg) | Slancio (kg) | Slancio (kg) | Totale   |
| Pos. | Atleta                | Gruppo | Peso   | 1            | 2            | 3            | Risultato    | 1            | 2            | 3            | Risultato    | Totale   |
| ---- | --------------------- | ------ | ------ | ------------ | ------------ | ------------ | ------------ | ------------ | ------------ | ------------ | ------------ | -------- |
|      | Lasha Talakhadze      | A      | 177    | 208          | 215          | 223          | 223          | 245          | 255          | 265          | 265          | 488      |
|      | Ali Davoudi           | A      | 168,25 | 191          | 196          | 200          | 200          | 234          | 240          | 241          | 241          | 441      |
|      | Man Asaad             | A      | 147,55 | 185          | 190          | 197          | 190          | 228          | 234          | 242          | 234          | 424      |
| 4    | Hojamuhammet Toýçyýew | A      | 141,85 | 184          | 188          | 190          | 184          | 230          | 235          | 241          | 230          | 414      |
| 5    | David Liti            | A      | 176,55 | 173          | 178          | 183          | 178          | 229          | 236          | 241          | 236          | 414      |
| 6    | Enzo Kuworge          | A      | 161,10 | 175          | 180          | 180          | 175          | 225          | 233          | 234          | 234          | 409      |
| 7    | Péter Nagy            | B      | 160,30 | 165          | 173          | 178          | 178          | 206          | 214          | 218          | 218          | 396      |
| 8    | Marcos Ruiz Velasco   | B      | 109,90 | 175          | 180          | 185          | 180          | 210          | 215          | 215          | 215          | 395      |
| 9    | Caine Wilkes          | B      | 151,15 | 173          | 178          | 180          | 173          | 212          | 217          | 224          | 217          | 390      |
| 10   | Sargis Martirosjan    | B      | 114,35 | 175          | 180          | 180          | 180          | 190          | 201          | 205          | 201          | 381      |
| 11   | David Litvinov        | B      | 128,60 | 176          | 181          | 181          | 176          | 205          | 210          | 210          | 205          | 381      |
| 12   | Yun-ting Hsieh        | B      | 126,05 | 165          | 172          | 179          | 172          | 206          | 206          | 214          | 206          | 378      |
| —    | Jiří Orság            | A      | 140,90 | 175          | 180          | 184          | 180          | 232          | 235          | 235          | —            | —        |
| —    | Walid Bidani          | A      |        | Ritirato     | Ritirato     | Ritirato     | Ritirato     | Ritirato     | Ritirato     | Ritirato     | Ritirato     | Ritirato |